# Baeotis elegantula
Baeotis elegantula är en fjärilsart som beskrevs av Carl Heinrich Hopffer 1874. Baeotis elegantula ingår i släktet Baeotis och familjen Riodinidae. Inga underarter finns listade i Catalogue of Life.